# Pfarrkirche Wetzelsdorf

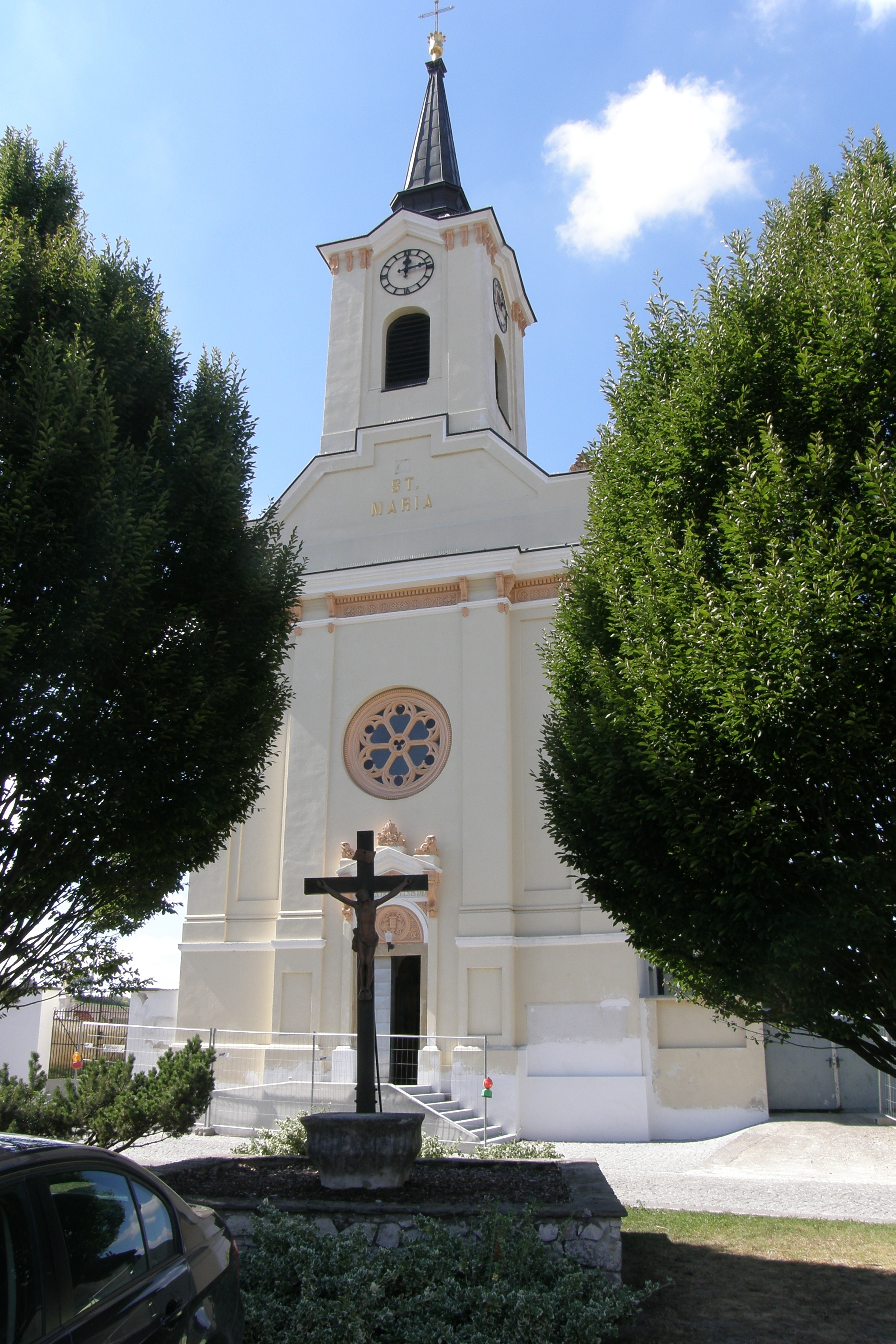
Pfarrkirche Wetzelsdorf

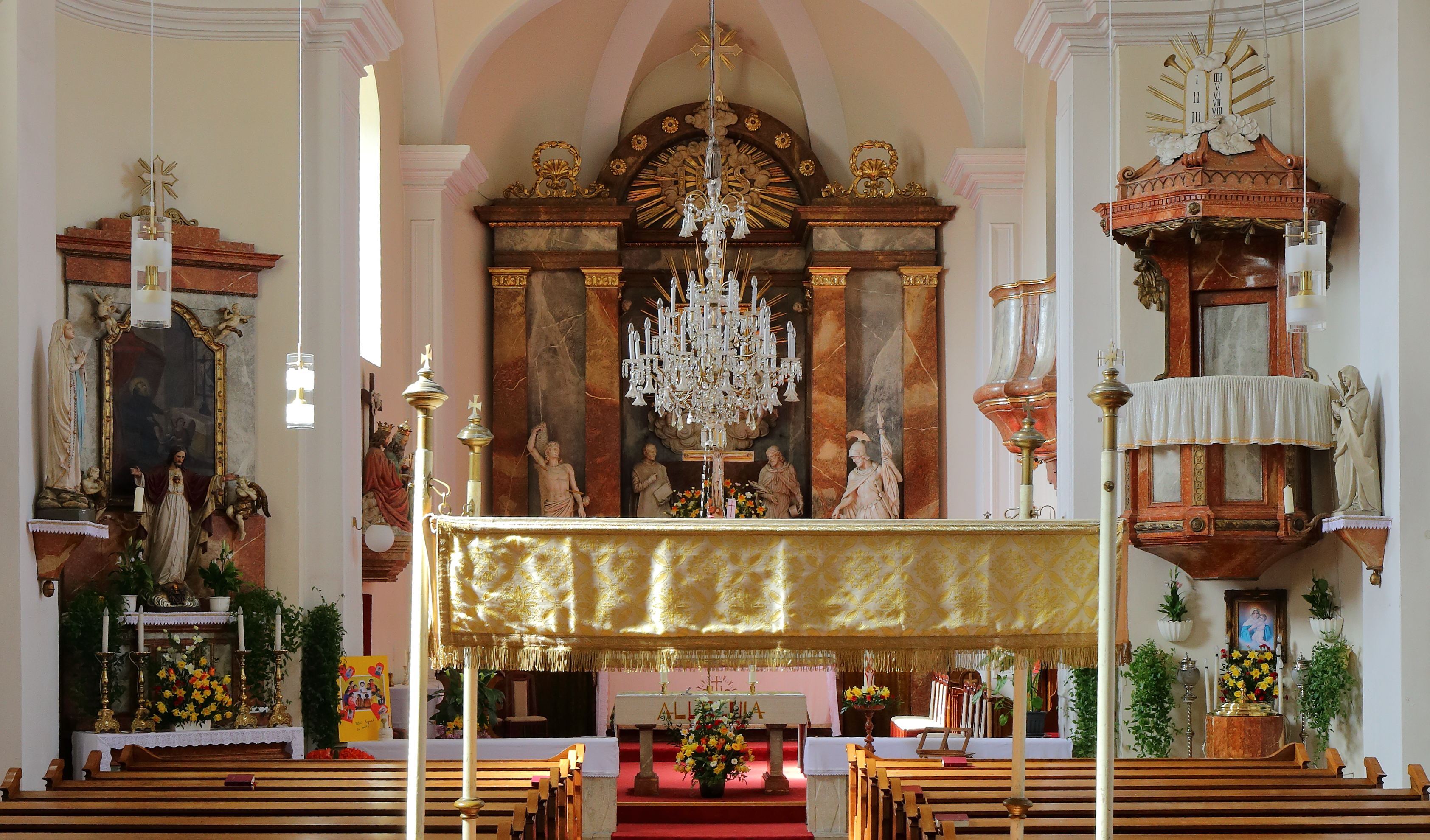
Innenansicht der Kirche

Die Pfarrkirche Mariae Namen ist eine römisch-katholische Kirche in Wetzelsdorf in der Gemeinde Poysdorf in Niederösterreich. Sie liegt etwas erhöht auf einem kleinen Dreieckplatz am südöstlichen Ortsrand. Nach Süden schließt der Friedhof an. Die Kirche gehört zum Dekanat Poysdorf und wurde 1784–1790 erbaut. 1789 wurde die Pfarre gegründet. Sie steht unter Denkmalschutz (Listeneintrag).

## Der Außenbau
Die Kirche ist nach Westen ausgerichtet. Der schlichte, josephinische Saalbau mit einem Fassadenturm und einem eingezogenen, dreiseitig geschlossenen Westchor wurde 1859 um ein schmales Eingangsjoch erweitert. Die Ostfassade verfügt über einen hohen, dreijochigen, pilaster- und rahmengegliederten Fassadenspiegel mit einem Rosenfenster und abschließendem, abgetrepptem Giebel. Dahinter erhebt sich der aufgesetzte Turm (Dachreiter) mit Ecklisenen und Spitzhelm. Die Kirche ist durch ein übergiebeltes Rechteckportal mit Konsolengesims und Terrakotta-Reliefdekor zugänglich. An den Chor grenzt im Norden ein zweigeschoßiger Sakristeianbau.

## Innen
Das zweigeschoßige, pilastergegliederte Langhaus hat ein Platzlgewölbe über Gurtbögen mit einer abgerundeten Einziehung vor dem korbbogigen Triumphbogen. Der einjochige, platzlgewölbte Chor mit dreiseitigem Schluss verfügt über eine Apsiskalotte mit Stichkappe. In der nördlichen Chorwand erhebt sich eine Empore mit einer vorschwingenden Brüstung. Auf Pfeilern steht die dreiachsige Orgelempore. Vorhalle und Sakristei sind kreuzgratgewölbt.

## Inventar
Die Ausstattung der Kirche stammt zum größten Teil aus der Bauzeit um 1780/90. Dazu gehört der klassizistische Hochaltar mit dreiachsigem, pilastergegliedertem Aufbau mit einem mittleren Rundbogenabschluss, seitlichen Opfergangsportalen und weiß gefassten Altarfiguren der Heiligen Sebastian, Ignatius, Aloysius und Florian. In der Mittelnische befindet sich ein von Putten getragenes Mariahilf-Bild aus der Mariahilfkapelle, die bis 1784 auf dem Anger stand. Die Kanzel stammt vom Ende des 18. Jahrhunderts. Das Orgelwerk von 1864 befindet sich in einem Gehäuse aus der Bauzeit der Kirche (um 1790). Im Chor gibt es eine Figurengruppe der heiligen Dreifaltigkeit vom Ende des 18. Jahrhunderts. Zur weiteren Ausstattung zählen ein Vortragekreuz vom Ende 18. Jahrhunderts und ein Marienrelief aus Stein, das vermutlich Ende des 17. Jahrhunderts angefertigt wurde.